# Pepitada

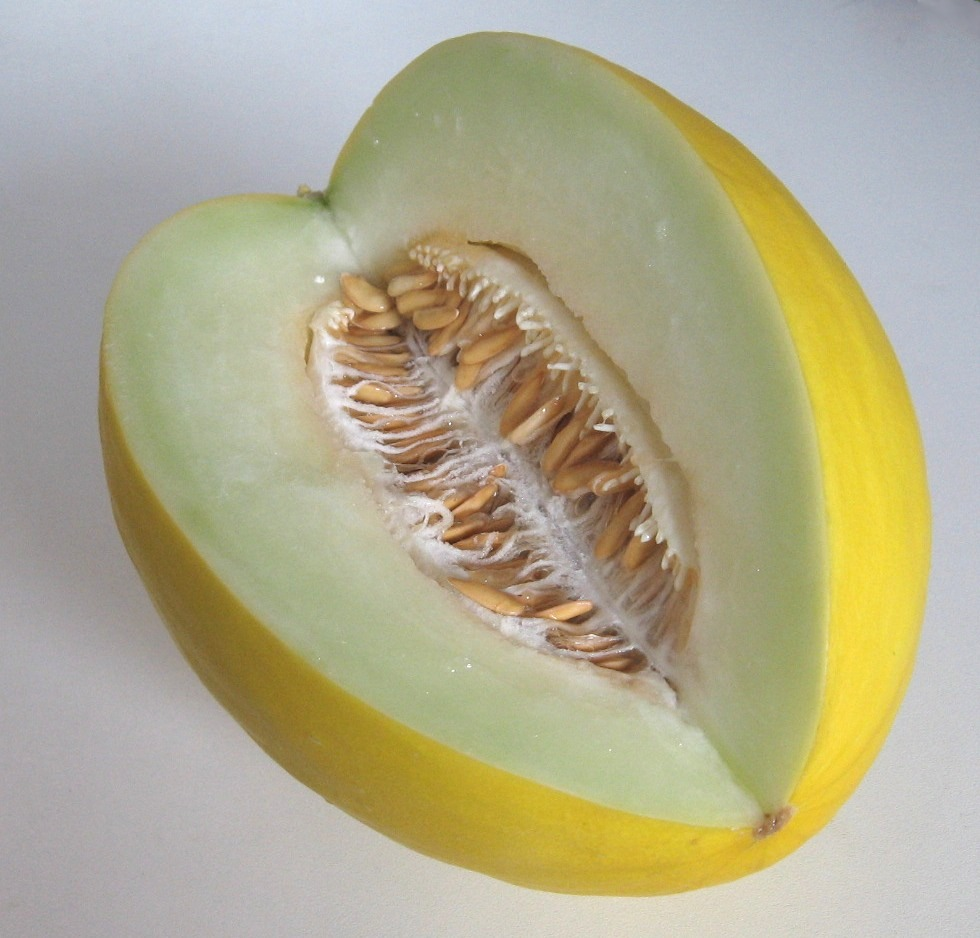
Las pepitas del melón son ingrediente de esta sopa.

La pepitada (denominada también pipitada) es una especie de sopa elaborada con las pepitas del melón. Se trata de un plato muy popular en la cocina sefardí. Se elabora como una especie de horchata fría con las pepitas y la pulpa que se encuentra en el interior del melón quedando una especie de bebida blanca de aspecto lechoso que se suele endulzar con miel. Suele servirse en los meses calurosos del otoño, siendo una de las bebidas que interrumpen los ayunos del Yom Kipur ('Ayuno Blanco'). Es una bebida muy refrescante y cuya popularidad se ha extendido a las cocinas griega y turca (muy popular en la ciudad de Esmirna).